# Informeller Trilog
Informelle Triloge (von lat. tri, dt. drei, Abwandlung von Dialog, engl. informal trialogue, auch triangle) sind interinstitutionelle Verhandlungen zwischen den drei Legislativorganen der Europäischen Union. Es sind politische Verhandlungstreffen zwischen den drei im gesetzgebenden Prozess der EU involvierten Institutionen – der Kommission, dem Rat und dem Parlament. Diese Möglichkeit, Verhandlungen zu führen, wurde 1999 mit dem Vertrag von Amsterdam eingeführt. Sie erlauben es den Organen abweichend vom Ordentlichen Gesetzgebungsverfahren in jeder Phase des Gesetzgebungsprozesses Einigungen zu erzielen und somit Rechtsakte erlassen zu können. Es können ihnen vorbereitende technische Sitzungen vorausgehen, an denen Experten der drei Organe teilnehmen. Auf der Grundlage von Kompromisstexten werden Planungs- und Fristenfragen genauso wie detaillierte inhaltliche Fragen diskutiert. Der Anteil der mittels informeller Triloge behandelten Rechtsakte lag in der siebten Legislaturperiode des Parlaments (2009–2014) bei 93 Prozent.

## Akteure
Das Europäische Parlament entsendet den jeweiligen Vorsitzenden des verantwortlichen Ausschusses, einen Berichterstatter sowie Schattenberichterstatter der vertretenen Fraktionen. Stellvertretend für den Rat der Europäischen Union nehmen der Vertreter des Mitgliedsstaates, das den Ratsvorsitz innehat, der Vorsitzende des zuständigen Ausschusses der Ständigen Vertreter sowie der Vorsitzende der entsprechenden Arbeitsgruppe an den Verhandlungen teil. Eine vermittelnde Rolle kommt der Kommission zu, wahrgenommen durch einen Direktor oder den jeweils zuständigen Referatsleiter. An den Treffen nehmen maximal zehn Personen teil. Fraktionslose Abgeordnete sind von den Verhandlungen grundsätzlich ausgeschlossen.

## Ablauf des Verfahrens
Vor Beginn der Verhandlungen werden die Verhandlungsmandate, die Standpunkte von Rat und Parlament intern festgelegt. Für das Parlament erstellen die Mitglieder des verantwortlichen Ausschusses einen Bericht mit Abänderungsanträgen zu dem von der Kommission vorgelegten Gesetzesvorschlag. Dieser wird im Plenum beraten. Werden die Anträge angenommen, bilden sie das Mandat des Parlaments und es wird eine Zurückweisung des Vorhabens in den verantwortlichen Ausschuss vorgenommen. Das Verhandlungsmandat des Rates ergibt sich aus dessen Position zu den Anträgen des Parlaments. Die Termine der Verhandlungen werden öffentlich bekannt gegeben, die Sitzungen selbst finden nicht öffentlich statt und es wird kein Protokoll angefertigt. 
Zweck der Verhandlung ist es, einen Kompromiss über ein Paket von Abänderungen zu erreichen, welcher für den Rat und das Parlament akzeptabel ist. Verhandlungen können in jeder Phase des Legislativverfahrens eingebracht werden und zu einer Einigung in erster Lesung, frühzeitiger Einigung in zweiter Lesung, Einigung in zweiter Lesung oder zu einem gemeinsamen Entwurf während der Vermittlung führen. 
Das vierspaltige Arbeitsdokument ist hierbei das elementare Arbeitsmittel: Drei Spalten beinhalten den jeweiligen Standpunkt der Organe, während die vierte Zeile für Kompromissvorschläge vorgesehen ist. 
Die Debatte, geleitet vom Gastgeber der Sitzung (Parlament oder Rat), entwickelt sich durch das Erörtern der einzelnen Standpunkte. Die Kommission hat hier die Position des Vermittlers inne, um die Einigung zwischen den Mitgesetzgebern zu vereinfachen. Alle Teilnehmer handeln auf Grundlage der Verhandlungsmandate, die ihnen ihr jeweiliges Organ verliehen hat. 
Jeder endgültige Beschluss im Rahmen der Triloge ist informell und muss somit nochmals durch jedes Organ in einem formellen Verfahren gebilligt werden (ad referendum). Besonders das Parlament muss der Entscheidung durch eine Abstimmung im Ausschuss zustimmen. 
Die Anzahl an Trilogen hängt vom Thema und vor allem von den politischen Umständen ab, z. B. von bevorstehenden Wahlen. Üblicherweise geht die Initiative vom Rat aus, da eine Rotation im Ratsvorsitz besteht und im Laufe jeder Präsidentschaft das Erreichen einer bestimmten Anzahl an Dossiers gewollt ist. 

## Kritik an den informellen Trilog-Verhandlungen
Befürworter von Trilogverhandlungen betonen sowohl hinsichtlich informeller als auch formeller Verhandlungen die erhöhte Effizienz und Beschleunigung des Verfahrens. Auch die Vertrautheit der Akteure sowie die Abwesenheit der Öffentlichkeit in den Trilogverhandlungen seien bei der Kompromissfindung von Vorteil. 
Einschätzungen von Beobachtern zufolge hat in den informellen Trilogverhandlungen die Kommission eine stärkere Position als das Parlament: In 70 % der Fälle der formellen Trilogverhandlungen sei das erzielte Ergebnis der Position des Rates näher als derjenigen des Parlaments.
Die gesteigerte Effizienz bei der Verabschiedung von Gesetzen geht zu Lasten der grundlegenden demokratischen Prinzipien der Europäischen Union: Transparenz und Partizipation. 
- Durch informelle Trilogverhandlungen kommt das in Art. 294 AEUV vorgesehene ordentliche Gesetzgebungsverfahren nicht vollständig zur Anwendung.
- Die nicht öffentliche Verhandlungsführung erschwert den nicht eingebundenen EP-Abgeordneten und Ratsmitgliedern, sich an der Kompromissfindung zu beteiligen. Dies schwächt die Rolle des Europäischen Parlaments erheblich, da seine Funktion als repräsentatives Demokratieorgan nicht mehr gewährleistet ist.[4]
- Zudem wird die Einbringung von Expertise aus zivilgesellschaftlichen und aus der Wirtschaft stammenden Interessengruppen durch die nicht öffentliche Debatte unterbunden.
- Das sonst beim ordentlichen Gesetzgebungsverfahren übliche Beteiligungsverfahren, das es Interessensvertretern erlaubt mittels schriftlicher Stellungnahmen, Anhörungen oder Arbeitsgruppen ihr Fach- und Hintergrundwissen mit den Legislativorganen zu teilen, findet keine Anwendung. Der Verzicht auf die Einbeziehung staatsferner Expertise kann zulasten der Qualität und Sinnhaftigkeit der Gesetze gehen.[5]
- Die Kommission, die formell nur als Vermittlerin zwischen Parlament und Rat fungieren soll, hat beim informellen Trilogverfahren einen deutlich größeren Einfluss auf dessen Ausgang als beim formellen Trilog. Differenzen unterschiedlicher Art, die zwischen Rat und Parlament bestehen, können in den dem formellen Trilog vorausgehenden Lesungen ausdiskutiert werden. Da die Beteiligten bei dem verkürzten Verfahren an einer schnellen Lösung interessiert sind, werden strittige Punkte häufig mittels delegierter Rechtsakte oder Durchführungsrechtsakte auf die Kommission übertragen. Die Kommission darf im Wege delegierter Rechtsakte nur unwesentliche Teile der Basisrechtsakte regeln, eine Definition, was wesentlich und was nicht, fehlt jedoch. Der Gesetzgebungsprozess bewegt sich folglich in einer Grauzone und es drohen die Grenzen zwischen Legislative und Exekutive zu verwischen.
- Die Befugnis der Kommission, während der gesamten Dauer der informellen Triloge ihre Gesetzesvorschläge zurückzunehmen, kann den Druck auf die Delegierten einen Kompromiss zu finden, der möglichst nah an den Vorstellungen der Kommission ist erhöhen. Es lässt sich also eine Verschiebung des institutionellen Gleichgewichts zugunsten der Europäischen Kommission beobachten
- Die durch informelle Trilog-Verhandlungen entstandenen Gesetzestexte sind im Hinblick auf ihre demokratische Legitimation beeinträchtigt, da die Verhandlungsleitlinien für die Delegation des Europäischen Parlaments in den Ausschüssen und im Plenum nicht gebilligt wurden.
- Auch für den Bundestag ist das Ergebnis der Trilogverhandlungen nur nachträglich ersichtlich.
- Da die Festlegung des Standpunktes von Rat und EP in erster Lesung durch die zuvor durchgeführten Trilogverhandlungen entfällt, ist für die Öffentlichkeit nicht nachvollziehbar, wie sich die Vertreter des Rates und des EP im Rahmen von Trilogverhandlungen positionieren.
- Ebenso ist der Verlauf der Verhandlungen für die Öffentlichkeit intransparent: Die Sitzungen sind nicht öffentlich, Ergebnisse und Protokolle sind lediglich für den internen Gebrauch (und nicht zur Veröffentlichung) bestimmt.